# 玛丽·德拉尼

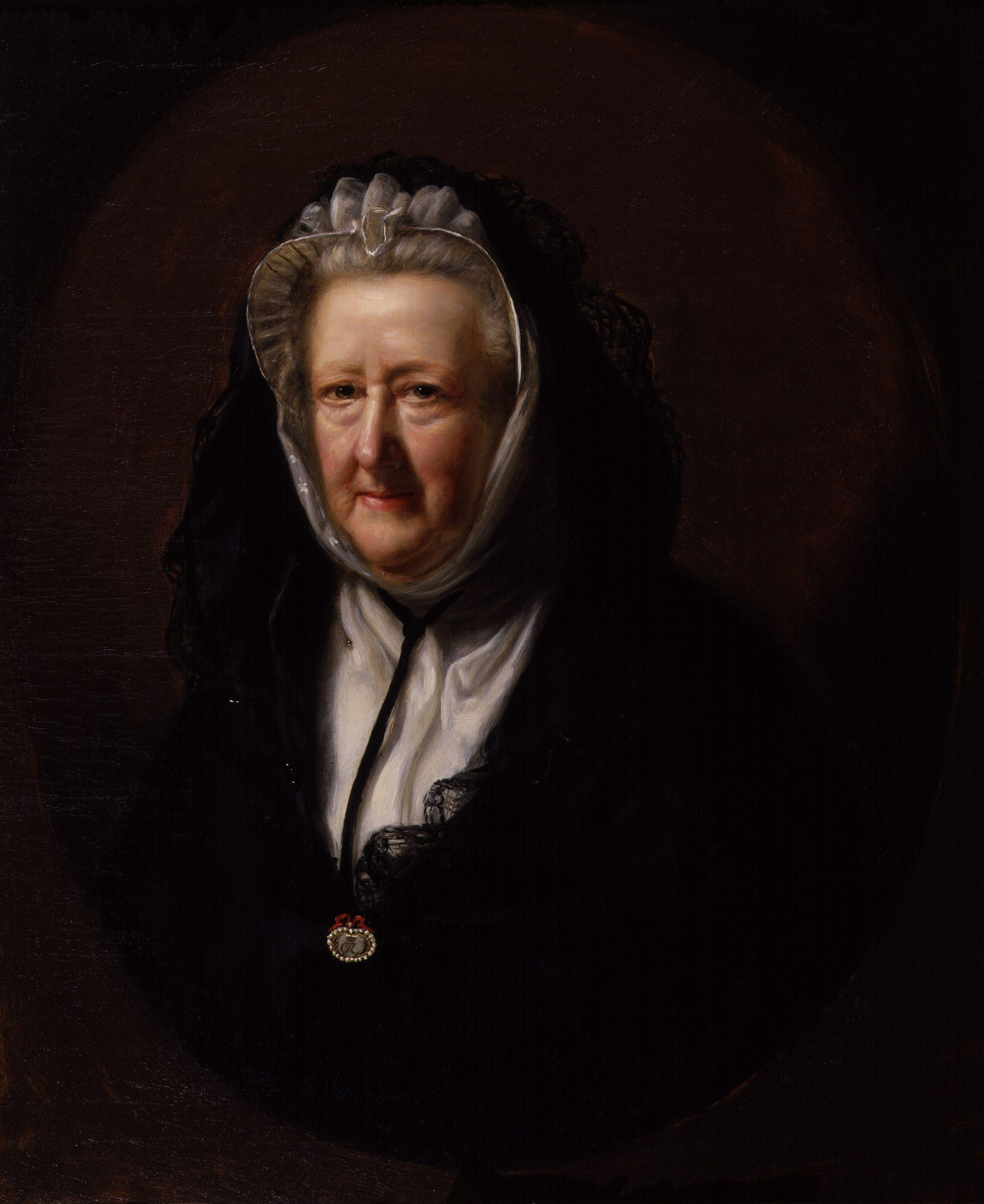
肖像画玛丽·德拉尼，作者约翰·奥佩（John Opie）作于1782.

玛丽·德拉尼（Mary Delany，1700年5月14日—1788年4月15日），18世纪著名的英国水彩画家和刺绣家，与乔治三世和卡罗琳王后、格奥尔格·弗里德里希·亨德尔（George Frideric Handel）、乔纳森·斯威夫特（Jonathan Swift）、埃德蒙·伯克（Edmund Burke）、约翰·韦斯利（John Wesley）、大衛·加雷克（David Garrick）、切斯特菲尔特勋爵、威廉·贺加斯（William Hogarth）关系良好。

## 生平
玛丽·德拉尼出生在一个和拥护詹姆斯二世有关联具有良好背景的家庭中，闺名玛丽·格兰维尔（Mary Granville）。青年时家道中落，17岁的玛丽被迫嫁给时年60岁的康瓦尔郡的地主亚历山大·潘达尔夫。对此次婚姻玛丽并不高兴。1724年亚历山大·潘达尔夫因痛风、酗酒去世。玛丽由于生活舒适，并未马上再婚，而是积极参加18世纪伦敦社会的各项社交活动。
1743年，43岁的玛丽嫁给58岁的都柏林新教牧师帕特里克·德拉尼，迁居爱尔兰。在丈夫的鼓励下从事以花草植物为主的水彩画和刺绣创作。1768年帕特里克·德拉尼先生去世。
在德拉尼先生去世后，迁居白金汉郡（Buckinghamshire）靠近杰拉德克劳斯镇的巴尔斯托德（Bulstrode Park）的波特兰女公爵的住所，在那里玛丽结识若干位当时顶尖的植物学家和植物园林艺术家，其中包括约瑟夫·班克斯爵士（Joseph Banks）、丹尼尔·索兰德（Daniel Solander）、菲利普·米勒（Philip Miller）和乔治·埃雷特（Georg Dionysius Ehret）。
1770年玛丽开始制作拼贴画。制作拼贴画的主要材料是纸，由剪刀、刻刀进行造型然后进行粘接，其中有部分是由玛丽自己染色的，而且有部分作品运用了水彩的表现方法。1776年由波特兰女公爵杜瓦格夫人引见给乔治三世国王（George III）和夏洛特王后。赐于一幢在温莎的房子，每年还付给三百英镑，并且得到国王的批准，将皇家植物花园内的异国植物用于创作。
1782年因视力减退，德拉尼夫人放弃拼贴画的创作。1788年去世，其晚年的生活由侄孙女乔治娜·波特负责照顾。其所创作的植物群的拼贴画传给了乔治娜的女儿奥古斯塔·拉诺威夫人，由后者于1897年将10组植物接贴画捐赠大英博物馆。

## 作品
《七叶树》（1776年完成、高27.2厘米）

《冬樱》（完成于白金汉郡、高23.5厘米）

《仙人掌》

《含羞草》

《红玫瑰》（高17.4厘米）

《时钟花》

《低垂的蓟》（高20.8厘米）

## 评价
乔舒亚·雷诺兹爵士（Joshua Reynolds）认为德拉尼夫人制作的《植物群》在外形的完美、剪切的精细、色度的准确和色彩的和谐等方面无人能及。

约瑟夫·班克斯爵士（Joseph Banks）声称，这些作品是他所见到的唯一可以用来进行对植物的学术性描述而不必担心犯错误的非天然参照物。

奥古斯塔·拉诺威夫人说：“她的作品最让人意想不到的地方，就是她仅凭肉眼就能直接剪出所有的细节，然后去完成每一片叶子、每一朵花朵和每一根枝干的外形和颜色。它们的连接在一起，十分和谐，就好像瞬间被魔杖变出的一样。”